# Кошевой, Владимир Олегович
Влади́мир Оле́гович Кошево́й (род. 1 сентября 1976, Рига) — российский актёр театра и кино.

## Биография
Родился 1 сентября 1976 года в Риге, Латвийская ССР.
С 1993 по 1996 год — курсант Военного университета, Москва.
В 1999 году окончил МГУ им. Ломоносова, факультет журналистики.
В 2002 году закончил РАТИ, курс М. В. Скандарова.
С 2000 по 2002 год — актёр «Театрального товарищества 814».
С 2002 по 2005 год — актёр Театра им. Н. В. Гоголя.
С 2005 года — актёр театральной компании «Антика», Санкт-Петербург.
В 2008 году исполнил роль Мастера в фото-проекте «Мастер и Маргарита», фотохудожника Жана-Даниэля Лорье (выставка фотоиллюстраций к роману Михаила Булгакова «Мастер и Маргарита»). Выставка проводилась в Париже и в Москве.
Известность Кошевому принесла роль Родиона Раскольникова в экранизации романа Ф. М. Достоевского «Преступление и наказание» (режиссёр — Дмитрий Светозаров). Широкий диапазон актёрских возможностей позволил артисту сыграть разнообразные роли в фильмах и телесериалах: Феликс Юсупов («Григорий Р.»), Николай Гумилёв («Луна в зените»), доктор Андрей Горин в украинской адаптации сериала «Скорая помощь», Велимир Хлебников («4КА, или Творения Велимира Хлебникова»). Помимо работы в кино Владимир Кошевой играет в театре, записывает музыкальные треки на стихи русских поэтов, озвучивает мультфильмы и аудиокниги, снимается в документальных проектах.

## Творчество

### Работы в театре
«Театральное товарищество 814» под руководством Олега Меньшикова (2000—2002)
- «Кухня»

Театральное агентство «Лекур» (2002)
- «Кто последний за любовью»

Театр им. Н. В. Гоголя (2002—2005)
- «Госпожа метелица»

Театральная компания «Антика» (2005)
- «Флорентийская трагедия»
- «Иосиф Бродский. Рождественские стихи». Поэтико-музыкальный спектакль. Премьера 22 декабря 2009 г. в рамках фестиваля «Площадь искусств».

Большой драматический театр им. Г. А. Товстоногова (2015)
- 2015 — «Игрок» Ф. М. Достоевского. Алексей Иванович. Режиссёр — Роман Мархолиа. Спектакль к 40-летию творческой деятельности в БДТ Светланы Крючковой

Большой театр России (с 2017)
- 2017 — «Нуреев» В. Демукций. Аукционист. Хореограф — Юрий Посохов, режиссер и сценограф — Кирилл Серебренников, режиссёр мимического ансамбля — Наталия Красноярская.

Российский государственный академический театр драмы им. А. С. Пушкина (Александринский театр)
- 2019 — «Рождение Сталина», спектакль художественного руководителя Александринского театра Валерия Фокина. Роль — Иосиф Джугашвили (Сосо).
- 2024 — «Мейерхольд. Чужой театр», спектакль Валерия Фокина к 150-летию В.Э. Мейерхольда. Роль - Всеволод Мейерхольд.

### Работы в кино
- 2000 — Вместо меня — актёр театра
- 2000 — Маросейка, 12. Операция «Зелёный лёд»
- 2001 — Тайны дворцовых переворотов. Фильм 3. Я — император — молодой егерь
- 2002 — Олигарх
- 2003 — Золотой век
- 2003 — Крутые повороты. Таня и скинхеды — Холтов
- 2003 — Огнеборцы — Махонин
- 2004 — Возвращение Титаника 2 — Шмуля
- 2004 — На углу, у Патриарших 4
- 2004 — Сармат — Аркадий
- 2005 — Тайная стража — Максим Журавлёв
- 2005 — Своя чужая жизнь — Этьен Фаберже
- 2006 — Преступление и погода — Славик
- 2007 — Преступление и наказание — Родион Раскольников
- 2007 — Заговор — князь Феликс Юсупов
- 2007 — Луна в зените — Николай Гумилёв
- 2008 — Боец. Рождение легенды — Джеральд
- 2008 — Исповедь дьявола — майор
- 2009 — Сонька. Продолжение легенды — Марк Рокотов
- 2009 — Маленькие трагедии — Герцог
- 2011 — Маяковский. Два дня — Василий Каменский
- 2012 — Подземный переход — циркач
- 2012 — Убить Дрозда — Зяблик
- 2013 — Ангел или демон — Леонид Борисович
- 2013 — Хуторянин — Константин Юрьевич Муромцев, оперуполномоченный полиции
- 2014 — Крёстный — Марк Львович Левандовский
- 2014 — Григорий Р. — князь Феликс Юсупов
- 2014 — Скорая помощь — Андрей Горин
- 2016 — Гостиница «Россия» — Борис Воскресенский, советский шахматист
- 2016 — Анна-детективъ (серии 9-10 «Семейные ценности») — Морель
- 2017 — Купи меня — Костя, преуспевающий бизнесмен, возлюбленный Лизы
- 2018 — Гофманиада — Гофман / Ансельм (озвучивание)
- 2018 — Мама — Роман
- 2019 — Безсоновъ — Михаил Яковлевич Бреус
- 2019 — Один человек умирает миллион раз — Вадим
- 2019 - Тест на беременнось-Игорь Константинович Багиров
- 2020 — Катя и Блэк — Валентин Котов, серийный убийца
- 2022 — Петрополис — Манн
- 2022 — Янычар — Фёдор I Иванович, царь всея Руси и великий князь Московский
- 2022 — Елизавета — Иоганн Герман Лесток, лейб-медик
- 2023 — Арт и Факт — Врубель
- 2024 — Последний хранитель Беловодья (в производстве) — Дориан